# Marie-Louise Meilleur
Marie-Louise Fébronie Chassé Leclerc Meilleur (Kamouraska, 29 augustus 1880 – North Bay, 16 april 1998) was een Canadese supereeuwelinge die de leeftijd van 117 jaar en 230 dagen bereikte. Vanaf 4 augustus 1997 tot aan haar overlijden, ruim acht maanden later, was zij de erkende oudste levende persoon ter wereld. Zij volgde hiermee de 122-jarige Française Jeanne Calment op. Meilleur was ten tijde van haar overlijden de op één na oudste persoon ooit (na Calment) en is nog altijd de oudste persoon die ooit in Canada heeft geleefd.
Twee dagen voordat Marie-Louise overleed, stierf ook de 118-jarige Amerikaanse Felicie Young Cormier. Deze laatste zou zijn geboren op 9 november 1879. Cormier had echter geen officiële geboorteakte, waardoor de claim niet hardgemaakt kon worden. Daardoor werd Meilleur officieel als oudste aangewezen.

## Biografie
Meilleur werd geboren als dochter van Pierre Chassé (1849-1911) en Fébronie Lévesque (1852-1912). In 1900 huwde Marie-Louise met Gérard-Etienne Leclerc (1872-1911), en samen kregen ze zes kinderen. Haar man overleed aan longontsteking. Twee jaar na zijn dood vertrok ze richting Ontario, waar ze ging werken bij haar zuster Albertine. In 1915 hertrouwde ze met Hector Meilleur (1880-1972). Het stel verhuisde naar Rapide des Joachims en kreeg in totaal nog eens zes kinderen. Na het overlijden van Hector trok ze in bij een van haar dochters.
In 1989 ging Meilleur naar een rusthuis. Ze was inmiddels vrijwel doof en blind, maar kwam nog wel in het nieuws toen zij in het rusthuis op zoek ging naar een vrouw voor haar 81-jarige zoon.
Zij overleed in het rusthuis in 1998 op 117-jarige leeftijd. Een van haar kinderen was toen ook al 90 jaar oud geworden. Marie-Louises zoon Ernie woonde in hetzelfde rusthuis als zijn moeder. Haar achterkleinkind was in 1998 zelf reeds grootouder.